# Anton Eduard van Arkel
Anton Eduard van Arkel ('s-Gravenzande, 19 de noviembre de 1893 - Leiden, 14 de marzo de 1976) fue un químico holandés.

## Biografía
Van Arkel estudió medicina en Leiden, y un año después se mudó a Utrecht para estudiar química. Se graduó en 1920 de la Universidad de Utrecht.
Entre los años 1921 y 1934 trabajó como químico afiliado al NatLab de la fábrica de bombillas Philips NV en Eindhoven. En 1934 comenzó a dar clases de química orgánica y de física en Leiden.
Junto al químico Jan Hendrik de Boer, Van Arkel encontró una manera de purificar el titanio, que más tarde se conocería como el proceso van Arkel-de Boer.
En 1962 fue nombrado miembro de la Real Academia Neerlandesa de Ciencias (KNAW).